# Greasbrough
Greasbrough är en ort i unparished area Rotherham, i distriktet Rotherham, i grevskapet South Yorkshire, i England. Byn hade 3 856 invånare år 2021. Greasbrough var en civil parish 1866–1936 när blev den en del av Rotherham, Wentworth och Rawmarsh. Civil parish hade 3 599 invånare år 1931. Greasborough var ett distrikt 1894–1936. Byn nämndes i Domedagsboken (Domesday Book) år 1086, och kallades då Gersebroc/Gres(s)eburg.